# SS Arezzo
Unione Sportiva Arezzo är en italiensk fotbollsklubb från Arezzo i Toscana. Klubben grundades 1923 och spelar säsongen 2019/2020 i Serie C. Klubben har som bäst spelat i Serie B där de spelat totalt 15 säsonger, senast 2006/2007.

## Historia
10 september 1923 grundade en grupp vänner och fotbollsfans klubben Juventus Football Club Arezzo (som en tribut till Juventus FC). 1930 slog man samman klubben med en mängd andra mindre klubbar och bildade Unione Sportiva Arezzo, som 1953 fick börja spela i den nyskapade Serie C-divisionen. Arezzo relegerades dock redan första säsongen p.g.a. ekonomiska problem och återvände inte förrän fem år senare. 1961 började man spela sina hemmamatcher på Stadio Comunale (numera Stadio Città di Arezzo) där man spelar än idag.
1966 tog sig Arezzo upp till Serie B för första gången och för att fira det spelade man en vänskapsmatch mot brasilianska klubben Vasco da Gama, som man vann mot med 2–1. Visiten i Serie B blev dock inte långvarig och man åkte ur divisionen efter bara en säsong. 1969 vann man återigen Serie C och spelade därefter i Serie B fram tills 1975. 1971 värvade man även det blivande stjärnskottet Francesco Graziani som snabbt blev en favorit bland supportrarna.
1981 vann Arezzo för första (och hittills enda) gången Serie C-cupen, där man mötte Ternana i finalen. Det dröjde innan Arezzo tog sig tillbaka till Serie B, närmare bestämt fram tills 1982, under ledning av tränaren Antonio Valentin Angelillo, med Tullio Gritti som forward. 1984 var Arezzo bara fem poäng ifrån uppflyttning till Serie A. 1988 flyttades man istället ner till Serie C1 igen, trots stora insatser för att ta sig till högstadivisionen.
1993 fick klubben lägga ner sin verksamhet p.g.a. ekonomiska svårigheter och uteslöts ur Serie C1 sju fotbollsdagar innan säsongens slut. Strax efter detta grundade Ciccio Graziani tillsammans med andra aktieägare Associazione Calcio Arezzo, som klubben heter än idag. Klubben fick spela i Serie D och 1996 tillsatte man en relativt okänd tränare, Serse Cosmi, som trots brist på erfarenhet vann divisionen och tog tillbaka Arezzo till proffsfotbollen. 1998 kvalificerades Arezzo till uppflyttning från Serie C2 och vann slutspelet och fick således spela nästa säsong i Serie C1. 1999/2000 förlorade Arezzo uppflyttningsspelet, trots att man hade stjärnforwarden Fabio Bazzani till sin hjälp. Nästföljande år lämnade Cosmi klubben för att coacha Perugia i Serie A och ersattes av Antonio Cabrini. Man värvade även Mario Frick för att ersätta Bazzani som flyttade till just Perugi.
Klubben tog sig tillbaka till Serie B först 2004 med Mario Somma som tränare; säsongen därefter ersattes han av Pasquale Marino då han istället gick till Empoli. Arezzo var väldigt nära nedflyttning men lyckades behålla sin Serie B-plats. Säsongen 2006/2007 klarade man inte längre av att hålla upp tempot och flyttades ner till Serie C1. 
Efter en konkurs 2010 ombildades klubben som ASD Arezzo och startade om i Serie D. 2013 bytte klubben namn till nuvarande US Arezzo.

## Kända tidigare. spelare
Se också Spelare i AC Arezzo
- Elvis Abbruscato
- Fabio Bazzani
- Amedeo Carboni
- Antonio Floro Flores
- Mario Frick
- Francesco Graziani
- Tullio Gritti
- Manuel Pasqual
- Andrea Ranocchia
- Moreno Torricelli
- Max Vieri
- Antonio Conte

## Kända tidigare tränare
- Antonio Valentin Angelillo
- Antonio Cabrini
- Serse Cosmi
- Pasquale Marino
- Mario Somma